# Claire Backhouse
Claire Backhouse (* 13. Mai 1958, verheiratete Claire Sharpe) ist eine ehemalige kanadische Badmintonspielerin.

## Karriere
Claire Backhouse gewann 1977 ihre ersten Juniorentitel in Kanada. Bereits ein Jahr später siegte sie erstmals bei den Erwachsenen. 1982 siegte sie bei den Commonwealth Games. 1983 und 1985 gewann sie die US Open. Im letztgenannten Jahr belegte sie Platz fünf bei der Weltmeisterschaft im Damendoppel mit Sandra Skillings.

## Sportliche Erfolge
| Saison | Veranstaltung                   | Disziplin   | Platz | Name                                 |
| ------ | ------------------------------- | ----------- | ----- | ------------------------------------ |
| 1976   | Kanada: Juniorenmeisterschaften | Damendoppel | 1     | Claire Backhouse / C. Bailey, BC     |
| 1977   | Kanada: Juniorenmeisterschaften | Mixed       | 1     | B. Kidd / Claire Backhouse, BC       |
| 1978   | Kanada: Einzelmeisterschaften   | Damendoppel | 1     | Jane Youngberg / Claire Backhouse    |
| 1978   | Mexico International            | Damendoppel | 1     | Claire Backhouse / Sharon Crawford   |
| 1979   | Kanada: Einzelmeisterschaften   | Damendoppel | 1     | Wendy Carter / Claire Backhouse      |
| 1980   | Kanada: Einzelmeisterschaften   | Mixed       | 1     | Paul Johnson / Claire Backhouse      |
| 1980   | Kanada: Einzelmeisterschaften   | Damendoppel | 1     | Jane Youngberg / Claire Backhouse    |
| 1982   | Commonwealth Games              | Damendoppel | 1     | Johanne Falardeau / Claire Backhouse |
| 1983   | Weltmeisterschaft               | Damendoppel | 5     | Johanne Falardeau / Claire Backhouse |
| 1983   | US Open                         | Mixed       | 1     | Mike Butler / Claire Backhouse       |
| 1983   | Canadian Open                   | Mixed       | 1     | Mike Butler / Claire Backhouse       |
| 1983   | US Open                         | Damendoppel | 1     | Johanne Falardeau / Claire Backhouse |
| 1983   | Kanada: Einzelmeisterschaften   | Damendoppel | 1     | Johanne Falardeau / Claire Backhouse |
| 1984   | Kanada: Einzelmeisterschaften   | Damendoppel | 1     | Johanne Falardeau / Claire Backhouse |
| 1984   | Kanada: Einzelmeisterschaften   | Mixed       | 1     | Mike Butler / Claire Backhouse       |
| 1985   | Kanada: Einzelmeisterschaften   | Dameneinzel | 1     | Claire Backhouse-Sharpe              |
| 1985   | US Open                         | Mixed       | 1     | Mike Butler / Claire Sharpe          |
| 1985   | Canadian Open                   | Dameneinzel | 1     | Claire Backhouse-Sharpe              |
| 1985   | US Open                         | Dameneinzel | 1     | Claire Backhouse Sharpe              |
| 1985   | US Open                         | Damendoppel | 1     | Claire Sharpe / Sandra Skillings     |
| 1985   | Weltmeisterschaft               | Damendoppel | 5     | Claire Backhouse / Sandra Skillings  |
| 1987   | Kanada: Einzelmeisterschaften   | Damendoppel | 1     | Linda Cloutier / Claire Sharpe       |
| 1987   | Kanada: Einzelmeisterschaften   | Mixed       | 1     | Mike Butler / Claire Sharpe          |
| 1991   | Kanada: Einzelmeisterschaften   | Damendoppel | 1     | Claire Sharpe / Si-an Deng           |